# Cotitura cea mare (film din 1945)
Cotitura cea mare (în rusă Великий перелом‎, romanizat: Velikij perelom) este un film de război sovietic, în limba rusă, din 1945, regizat de Fridrikh Ermler, bazat pe un scenariu de Boris Ciirskov. Filmul a fost unul dintre cele care au câștigat Palme d'Or la ediția din 1946. A fost produs de GOSKINO la Kinostudia Lenfilm, distribuit în SUA de Artkino Pictures și restaurat în 1967 la Lenfilm Studio. Titlul de lucru al filmului a fost General de armată (în rusă Генерал армии‎).

## Distribuția
- Mikhail Derzhavin, Sr în rolul General-colonel Muraviev
- Petr Andrievsky în rolul General-colonel Vinogradov
- Yuri Tolubeyev în rolul Lavrov
- Andrei Abrikosov în rolul General-locotenent Krivenko
- Aleksandr Zrazhevsky în rolul General-locotenent Panteleev
- Nikolay Korn
- Mark Bernes în rolul șoferului Minutka
- Vladimir Marev
- Pavel Volkov în rolul Stepan